# Violeta Lárez
Violeta Lárez (Carúpano, Sucre, 9 de junio de 1940 - 27 de julio de 2018) fue una compositora y docente venezolana.

## Biografía
Entre 1950 y 1960 cursó los estudios regulares musicales en Caracas. De sus profesores destacan Ángel Sauce, Alberto Grau, Vicente Emilio Sojo, Evencio Castellanos y Gonzalo Castellanos Yumar. Posteriormente, entre 1965 y 1970, realiza estudios de Teoría de la Música y composición en la Escuela Estatal del 2° Nivel de Música en Lodz, Polonia. De regreso en Venezuela prosigue estudios de composición con Modesta Bor y Federico Ruiz entre 1970 y 1972, y con William Banchs [Curso de composición contemporánea] en 1976 [1977-1979].
En 1964 trabaja como coordinadora de la Asociación Mozart, organización orquestal y coral juvenil de importante significación en Caracas, donde se gestó la primera orquesta juvenil de Venezuela. En 1972 inicia su carrera como pedagoga en las áreas de teoría y solfeo y armonía, cumpliendo una intensa actividad en los principales centros de formación profesional caraqueños. Destaca entre sus aportes como pedagoga la aplicación en la enseñanza de la armonía del análisis funcional de la misma.
En 1990 es nombrada directora de la Escuela de Pedagogía Musical dependiente del Consejo Nacional de la Cultura (CONAC). En 1991 participa como coordinadora de la comisión que prepara los nuevos programas de lenguaje musical en la reforma de la educación musical a ser aplicada a nivel nacional. También desde esta fecha se viene desempeñando como profesora de armonía en el Departamento de Artes del Instituto Pedagógico de Caracas.
Durante más de cuarenta años impartió clases en los diversos conservatorios, escuelas, universidades de la capital venezolana. De igual manera, acompaña a esto la preparación de varios libros que recogen sus teorizaciones sobre el quehacer musical.

## Obras
Entre sus obras destacan:
- Impresiones. Septeto para cuarteto de cuerdas, oboe, flauta y fagot. (1970) estrenado el 4 de noviembre de 2018 por parte de integrantes de la Orquesta de Cámara de la Universidad Simón Bolívar
- Cuarteto de arcos (1970)
- 3 fantasías (para piano y flauta, para piano y violín, para piano y violonchelo)
- Miniaturas para piano
- Canción dodecafónica

## Libros
- Barreto, I., Saavedra, R. y Lárez, V. Teoría y entrenamiento musical a través de fragmentos de obras de maestros nacionales e internacionales. Material didáctico para le enseñanza del Lenguaje Musical en los Estudios Básicos. 1992. Ministerio de Educación.
- Lárez, V. Armonía I. 2010. Universidad Nacional Experimental de las Artes.
- Lárez, V. Armonía II. 2010. Universidad Nacional Experimental de las Artes.

## Distinciones
- Orden "Andrés Bello" en la Tercera Clase (Medalla). Orden otorgada por el presidente de la República en fecha 1 de noviembre de 1988.
- En marzo de 1990 recibe el Premio Docencia Musical "José Antonio Calcaño" que otorgaba el CONAC.[4]